# Kermoroc'h
 Kermoroc'h  (en bretón Kervoroc'h) es una población y comuna francesa, situada en la región de Bretaña, departamento de Côtes-d’Armor, en el distrito de Guingamp y cantón de Bégard.

## Demografía
| 344 | 326 | 284 | 283 | 268 | 324 |
| Para los censos de 1962 a 1999 la población legal corresponde a la población sin duplicidades (Fuente: INSEE [Consultar]) |     |     |     |     |     |